# Doméliers
Doméliers est une commune française située dans le département de l'Oise en région Hauts-de-France.

## Géographie

### Description
Doméliers est un village-rue rural du plateau picard dans l'Oise, situé à 23 km au nord de Beauvais, 30 km à l'ouest de Montdidier et 31 km ai sud d'Amiens.
Le territoire communal est tangenté au sud par l'ancienne route nationale 30 (actuelle RD 930), reliant Rouen à La Capelle, et aisément accessible par l'échangeur  16 de l'autoroute A16
En 1836, Louis Graves indiquait que le territoire communal affectait « une forme ovale dont le grand diamètre est du nord au midi; des ravins le limitent à l'ouest ; un autre ravin divise sa continuité vers le côté oriental. Le chef-lieu placé vers le centre consiste en une seule rue, longue de quinze cents mètres dans un alignement un peu sinueux ; la plupart des maisons sont encore couvertes de chaume ».

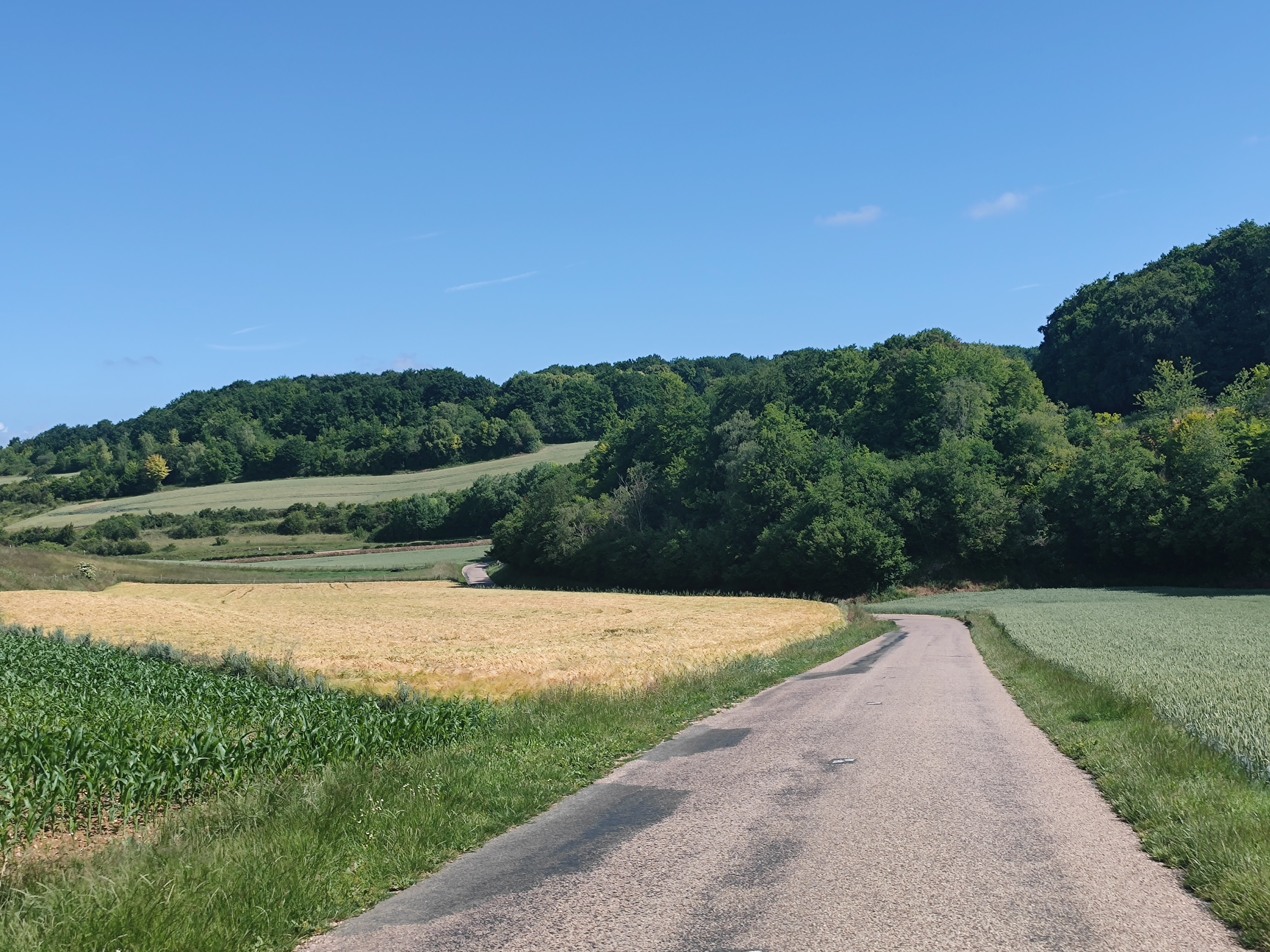
Paysage rural
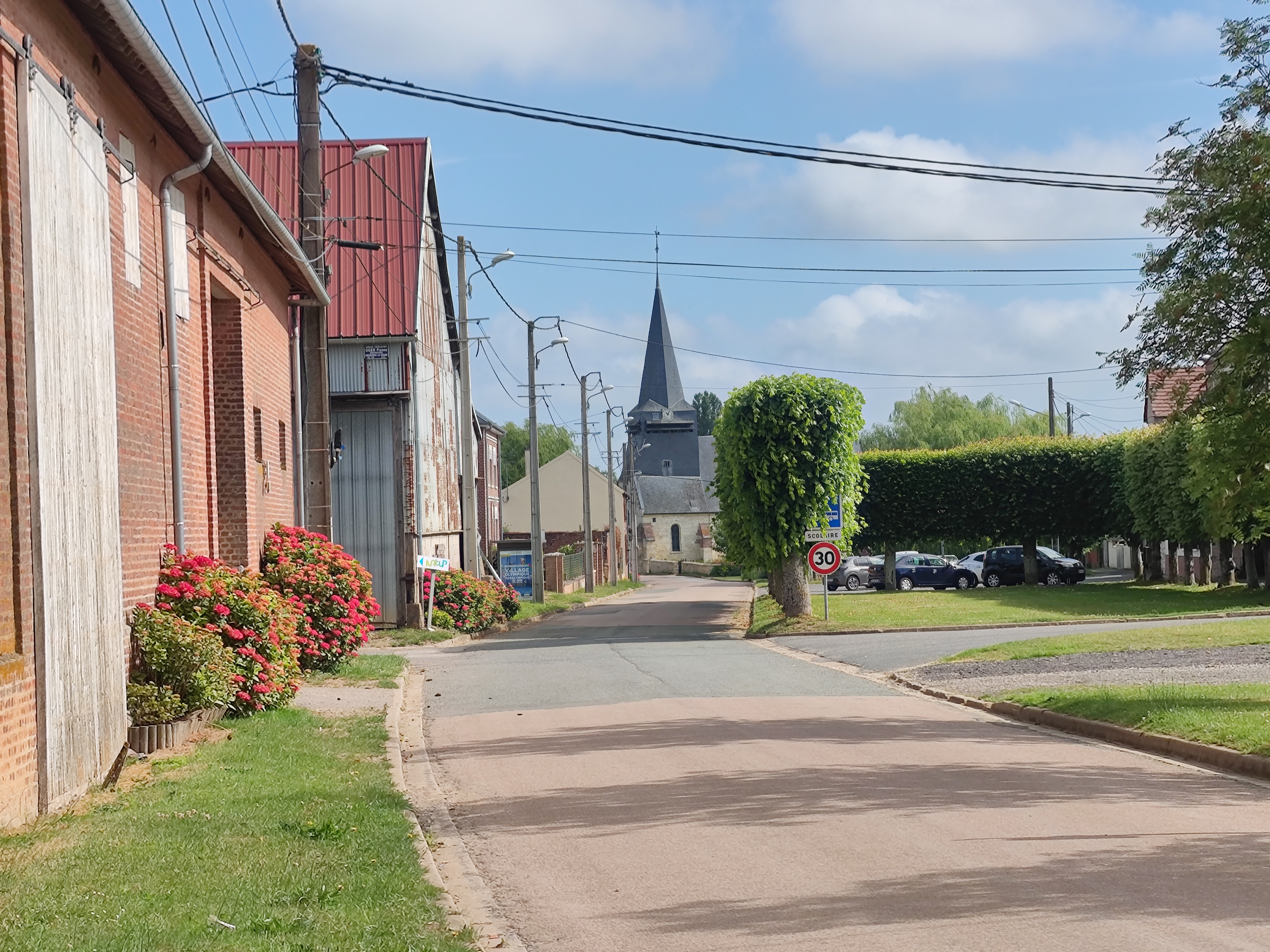
La rue Principale et l'église.
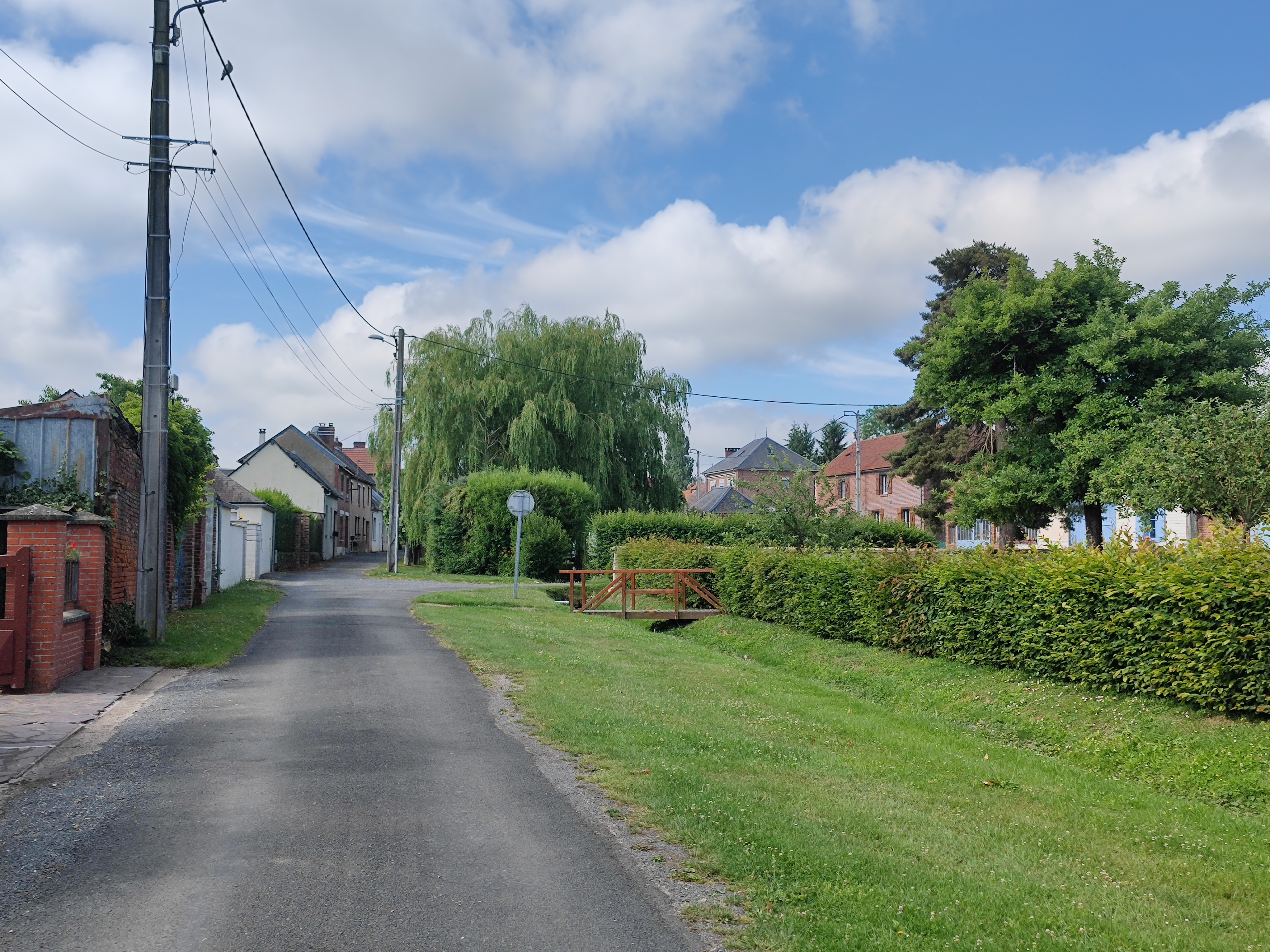
Bas-côté de la rue principale.

### Communes limitrophes
|             | Fontaine-Bonneleau | Cormeilles    |
| Le Saulchoy | Doméliers          | Le Crocq      |
|             | Francastel         | Oursel-maison |

### Hydrographie

#### Réseau hydrographique
La commune est située dans le bassin Artois-Picardie. Elle est drainée par la Ferme du Bois de la Haie et le Doméliers,.

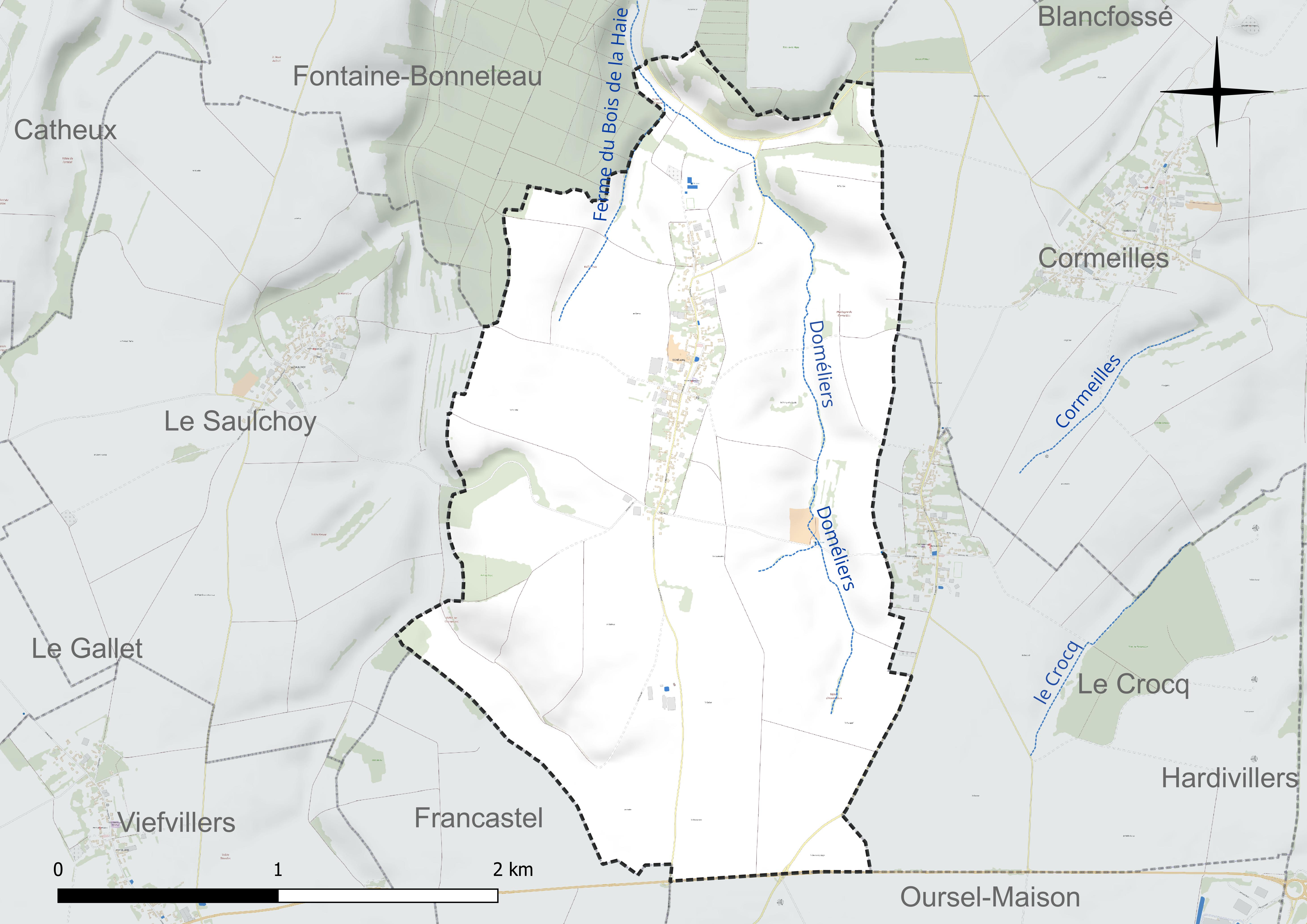
Réseau hydrographique de Doméliers.

#### Gestion et qualité des eaux
Le territoire communal est couvert par le schéma d'aménagement et de gestion des eaux (SAGE) « Sensée ». Ce document de planification concerne un territoire de 1 835 km2 de superficie, délimité par le bassin versant de la Somme canalisée. Le périmètre a été arrêté le 29 avril 2010 et le SAGE proprement dit a été approuvé le 6 août 2019. La structure porteuse de l'élaboration et de la mise en œuvre est le syndicat mixte d'aménagement hydraulique du bassin versant de la Somme (AMEVA).
La qualité des cours d'eau peut être consultée sur un site dédié géré par les agences de l'eau et l'Agence française pour la biodiversité.

### Climat
Pour des articles plus généraux, voir Climat des Hauts-de-France et Climat de l'Oise.
En 2010, le climat de la commune est de type climat océanique dégradé des plaines du Centre et du Nord, selon une étude du CNRS s'appuyant sur une série de données couvrant la période 1971-2000. En 2020, Météo-France publie une typologie des climats de la France métropolitaine dans laquelle la commune est exposée à un climat océanique et est dans la région climatique Nord-est du bassin Parisien, caractérisée par un ensoleillement médiocre, une pluviométrie moyenne régulièrement répartie au cours de l'année et un hiver froid (3 °C).
Pour la période 1971-2000, la température annuelle moyenne est de 10,2 °C, avec une amplitude thermique annuelle de 14,6 °C. Le cumul annuel moyen de précipitations est de 752 mm, avec 11,9 jours de précipitations en janvier et 8,3 jours en juillet. Pour la période 1991-2020, la température moyenne annuelle observée sur la station météorologique la plus proche, située sur la commune de Rouvroy-les-Merles à 14 km à vol d'oiseau, est de 10,7 °C et le cumul annuel moyen de précipitations est de 647,9 mm,. Pour l'avenir, les paramètres climatiques de la commune estimés pour 2050 selon différents scénarios d'émission de gaz à effet de serre sont consultables sur un site dédié publié par Météo-France en novembre 2022.

## Urbanisme

### Typologie
Au 1er janvier 2024, Doméliers est catégorisée commune rurale à habitat dispersé, selon la nouvelle grille communale de densité à sept niveaux définie par l'Insee en 2022.
Elle est située hors unité urbaine. Par ailleurs la commune fait partie de l'aire d'attraction de Beauvais, dont elle est une commune de la couronne,. Cette aire, qui regroupe 162 communes, est catégorisée dans les aires de 50 000 à moins de 200 000 habitants,.

### Occupation des sols
L'occupation des sols de la commune, telle qu'elle ressort de la base de données européenne d'occupation biophysique des sols Corine Land Cover (CLC), est marquée par l'importance des territoires agricoles (92,6 % en 2018), une proportion identique à celle de 1990 (92,6 %). La répartition détaillée en 2018 est la suivante : 
terres arables (89,9 %), zones urbanisées (6,8 %), zones agricoles hétérogènes (2,7 %), forêts (0,6 %). L'évolution de l'occupation des sols de la commune et de ses infrastructures peut être observée sur les différentes représentations cartographiques du territoire : la carte de Cassini (XVIIIe siècle), la carte d'état-major (1820-1866) et les cartes ou photos aériennes de l'IGN pour la période actuelle (1950 à aujourd'hui).

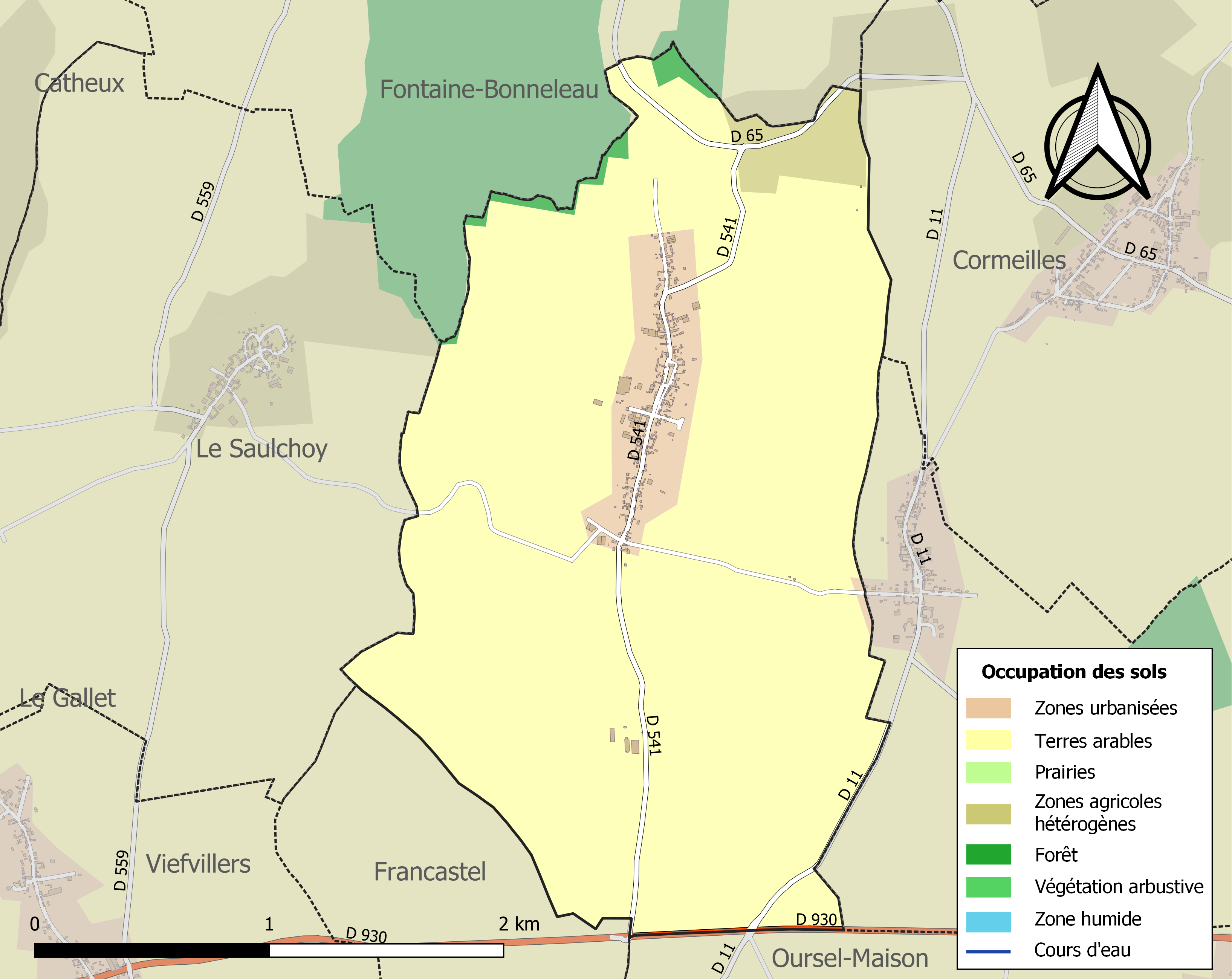
Carte des infrastructures et de l'occupation des sols de la commune en 2018 (CLC).

### Habitat et logement
En 2018, le nombre total de logements dans la commune était de 110, alors qu'il était de 106 en 2013 et de 107 en 2008.
Parmi ces logements, 85,8 % étaient des résidences principales, 10,2 % des résidences secondaires et 4,1 % des logements vacants. Ces logements étaient pour 99,1 % d'entre eux des maisons individuelles et pour 0 % des appartements.
Le tableau ci-dessous présente la typologie des logements à Doméliers en 2018 en comparaison avec celle de l'Oise et de la France entière. Une caractéristique marquante du parc de logements est ainsi une proportion de résidences secondaires et logements occasionnels (10,2 %) supérieure à celle du département (2,5 %) et à celle de la France entière (9,7 %). Concernant le statut d'occupation de ces logements, 91,7 % des habitants de la commune sont propriétaires de leur logement (91 % en 2013), contre 61,4 % pour l'Oise et 57,5 pour la France entière.
| Typologie                                               | Doméliers | Oise | France entière |
| ------------------------------------------------------- | --------- | ---- | -------------- |
| Résidences principales (en %)                           | 85,8      | 90,4 | 82,1           |
| Résidences secondaires et logements occasionnels (en %) | 10,2      | 2,5  | 9,7            |
| Logements vacants (en %)                                | 4,1       | 7,1  | 8,2            |

### Voies de communication et transports
La commune est desservie, en 2023, par les lignes 615, 616 et 6109 du réseau interurbain de l'Oise.

## Toponymie
Le nom de la localité est attesté sous les formes Adedelmus major de Dommerez (1142) ; Domeliers (1150) ; de Dommalier (1162) ; Dommeliers (1172) ; Dummeretum (1189) ; Dommelier (1195) ; Dommeliers (1197) ; Petrus de Donmeliers (1239) ; Petri de Domeliers (1239) ; Doumeliers (1232) ; de donmeliers (1262) ; Jehan de Doumeliers (1276) ; Pierres de dommeliers (1278) ; Dommelliers (1329) ; Domiliers sur Oursmaison (vers 1510) ; Domeliers le haut clocher(vers 1510) ; Domellier (vers 1550) ; Domilliers (vers 1550) ; Dommeillier (1580) ; Doméliers (1840).
Ce toponyme serait composé du bas latin domnus qui signifie « saint » et du prénom « Elier ». Bien que, le saint patron du village est saint Firmin, sous le vocable duquel se trouve l'église.

## Histoire
Au Moyen Âge étaient exploitées des carrières dont les pierres ont servi à la construction de la cathédrale d'Amiens.
Louis Graves indique que « la seigneurie et la cure  de Doméliers appartenaient au chapitre cathédral d'Amiens, auquel elles furent données sous condition que les revenus des bois du Fayel et de la Perrière qui en dépendaient, seraient dévolus aux pauvres. Le chapitre s'empara plus tard de ces boiw ».
En 1831, la commune, propriétaire du presbytère et d'une ancienne école, accueille  une briqueterie, une fabrique de tuiles-pannes, plusieurs carrières , un moulin à vent. Ses habitants étaient essentiellement occupés par l'industrie de la laine.

## Politique et administration

### Rattachements administratifs et électoraux
La commune se trouve dans l'arrondissement de Beauvais du département de l'Oise. Pour l'élection des députés, elle fait partie de la première circonscription de l'Oise.
Elle faisait partie depuis 1801 du canton de Crèvecœur-le-Grand. Dans le cadre du redécoupage cantonal de 2014 en France, la commune rejoint le canton de Saint-Just-en-Chaussée.

### Intercommunalité
La commune faisait partie de la communauté de communes de Crèvecœur-le-Grand Pays Picard A16 Haute Vallée de la Celle créée fin 1992.
Dans le cadre des dispositions de la loi portant nouvelle organisation territoriale de la République (Loi NOTRe) du 7 août 2015, qui prévoit que les établissements publics de coopération intercommunale (EPCI) à fiscalité propre doivent avoir un minimum de 15 000 habitants, le préfet de l'Oise a publié en octobre 2015 un projet de nouveau schéma départemental de coopération intercommunale, qui prévoit la fusion de plusieurs intercommunalités, et notamment celle de Crèvecœur-le-Grand (CCC) et celle des Vallées de la Brèche et de la Noye (CCVBN), soit une intercommunalité de 61 communes pour une population totale de 27 196 habitants.
Après avis favorable de la majorité des conseils communautaires et municipaux concernés, cette intercommunalité dénommée communauté de communes de l'Oise picarde et dont la commune est désormais membre, est créée au 1er janvier 2017.

### Liste des maires
| Période                                  | Période                       | Identité   | Étiquette | Qualité |
| ---------------------------------------- | ----------------------------- | ---------- | --------- | --- |
| Les données manquantes sont à compléter. |                               |            |           | |
| mars 1995                                | En cours (au 2 décembre 2021) | Jean Pupin |           | Contrôleur de gestion Président de la CC de Crèvecœur-le-Grand ( ? → 2001) Vice-président de la CC de l'Oise picarde (2017 → ) Réélu pour le mandat 2020-2026, |

## Équipements et services publics

### Eau et déchets
La commune s'est dotée en 2008 d'un réseau d'assainissement collectif et d'une station d'épuration par phytoépuration.

### Enseignement
Les enfants de la commune sont scolarisés avec ceux de Catheux, Croissy-sur-Celle et de Fontaine-Bonneleau dans le cadre d'un regroupement pédagogique intercommunal. À Croissy, les élèves de grande section de maternelle, CP et CE1 sont accueillis dans la mairie-école, où une salle de cours est aménagée avec un espace informatique, ainsi qu'une salle indépendante pour les activités annexes, un espace réservé aux activités sportives…

### Équipements culturels
Une petite bibliothèque animée par des volontaires fonctionne les mercredi en fin d'après-midi dans la commune,.

### Autres équipements
La salle communale a été aménagée dans l'ancien presbytère. Elle est notamment utilisée pour le péri-scolaire et la cantine scolaire du regroupement pédagogique intercommunale, ou les fêtes des habitants.

## Population et société

### Démographie

#### Évolution démographique
L'évolution du nombre d'habitants est connue à travers les recensements de la population effectués dans la commune depuis 1793. Pour les communes de moins de 10 000 habitants, une enquête de recensement portant sur toute la population est réalisée tous les cinq ans, les populations de référence des années intermédiaires étant quant à elles estimées par interpolation ou extrapolation. Pour la commune, le premier recensement exhaustif entrant dans le cadre du nouveau dispositif a été réalisé en 2004.

En 2022, la commune comptait 254 habitants, en évolution de +4,53 % par rapport à 2016 (Oise : +0,87 %, France hors Mayotte : +2,11 %).
| 1793 | 1800 | 1806 | 1821 | 1831 | 1836 | 1841 | 1846 | 1851 |
| ---- | ---- | ---- | ---- | ---- | ---- | ---- | ---- | ---- |
| 631  | 604  | 708  | 738  | 839  | 889  | 842  | 861  | 825  |

| 1856 | 1861 | 1866 | 1872 | 1876 | 1881 | 1886 | 1891 | 1896 |
| ---- | ---- | ---- | ---- | ---- | ---- | ---- | ---- | ---- |
| 801  | 806  | 739  | 702  | 632  | 588  | 510  | 475  | 415  |

| 1901 | 1906 | 1911 | 1921 | 1926 | 1931 | 1936 | 1946 | 1954 |
| ---- | ---- | ---- | ---- | ---- | ---- | ---- | ---- | ---- |
| 358  | 334  | 303  | 238  | 213  | 192  | 200  | 204  | 194  |

| 1962 | 1968 | 1975 | 1982 | 1990 | 1999 | 2004 | 2006 | 2009 |
| ---- | ---- | ---- | ---- | ---- | ---- | ---- | ---- | ---- |
| 172  | 170  | 133  | 126  | 191  | 203  | 221  | 219  | 231  |

| 2014 | 2019 | 2022 | - | - | - | - | - | - |
| ---- | ---- | ---- | - | - | - | - | - | - |
| 239  | 256  | 254  | - | - | - | - | - | - |

#### Pyramide des âges
La population de la commune est relativement jeune.
En 2018, le taux de personnes d'un âge inférieur à 30 ans s'élève à 34,8 %, soit en dessous de la moyenne départementale (37,3 %). À l'inverse, le taux de personnes d'âge supérieur à 60 ans est de 20,7 % la même année, alors qu'il est de 22,8 % au niveau départemental.
En 2018, la commune comptait 131 hommes pour 121 femmes, soit un taux de 51,98 % d'hommes, largement supérieur au taux départemental (48,89 %).
Les pyramides des âges de la commune et du département s'établissent comme suit.
| Hommes | Classe d’âge | Femmes |
| ------ | ------------ | ------ |
| 0,0    | 90 ou +      | 0,0    |
| 8,3    | 75-89 ans    | 6,5    |
| 13,5   | 60-74 ans    | 13,0   |
| 22,6   | 45-59 ans    | 22,8   |
| 22,6   | 30-44 ans    | 21,1   |
| 13,5   | 15-29 ans    | 14,6   |
| 19,5   | 0-14 ans     | 22,0   |

| Hommes | Classe d’âge | Femmes |
| ------ | ------------ | ------ |
| 0,5    | 90 ou +      | 1,4    |
| 5,5    | 75-89 ans    | 7,6    |
| 15,6   | 60-74 ans    | 16,3   |
| 20,8   | 45-59 ans    | 20     |
| 19,4   | 30-44 ans    | 19,4   |
| 17,6   | 15-29 ans    | 16,2   |
| 20,6   | 0-14 ans     | 19,1   |

## Culture locale et patrimoine

### Lieux et monuments
- Église des XVe et XVIe siècles, bien restaurée, constituée d'une  nef unique  suivie d'un chœur à chevet plat. Le clocher en charpente et couvert d'ardoises recouvre l'entrée. L'intérieur est couvert d'un berceau en bois et plâtre, et le chevet est recouvert de belles boiseries associées à trois autels avec retables peints[36]

L'église Saint-Firmin
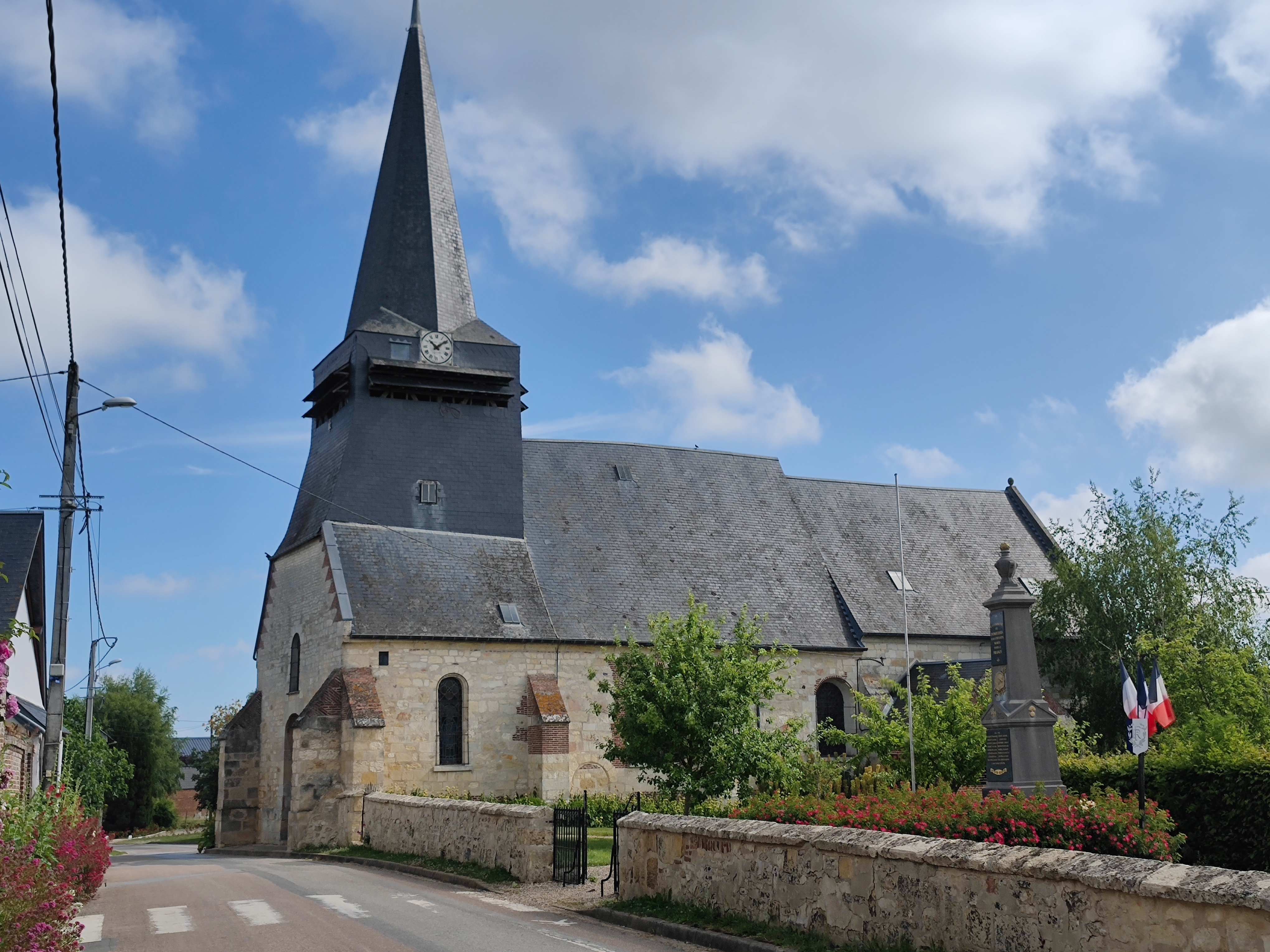
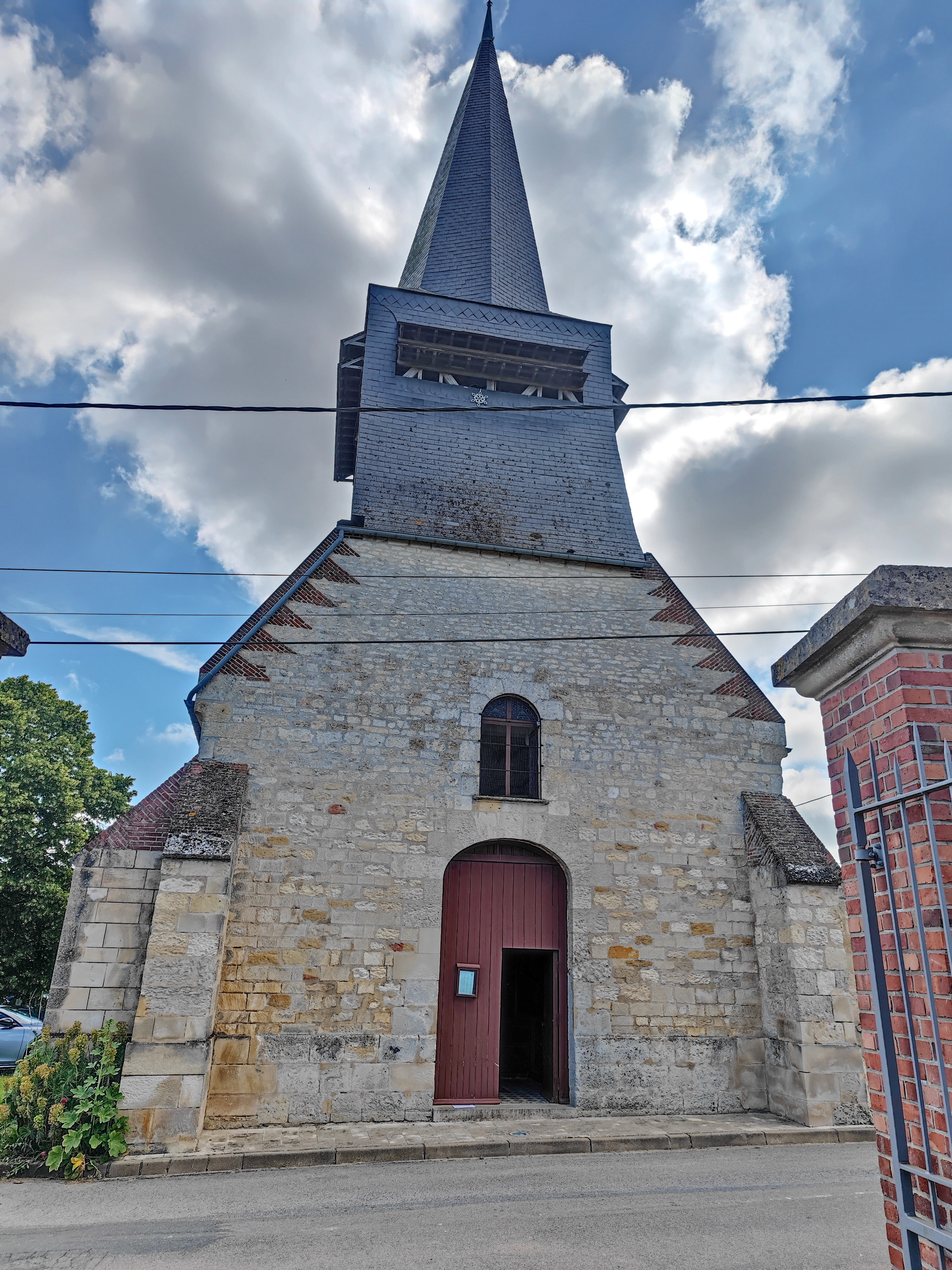
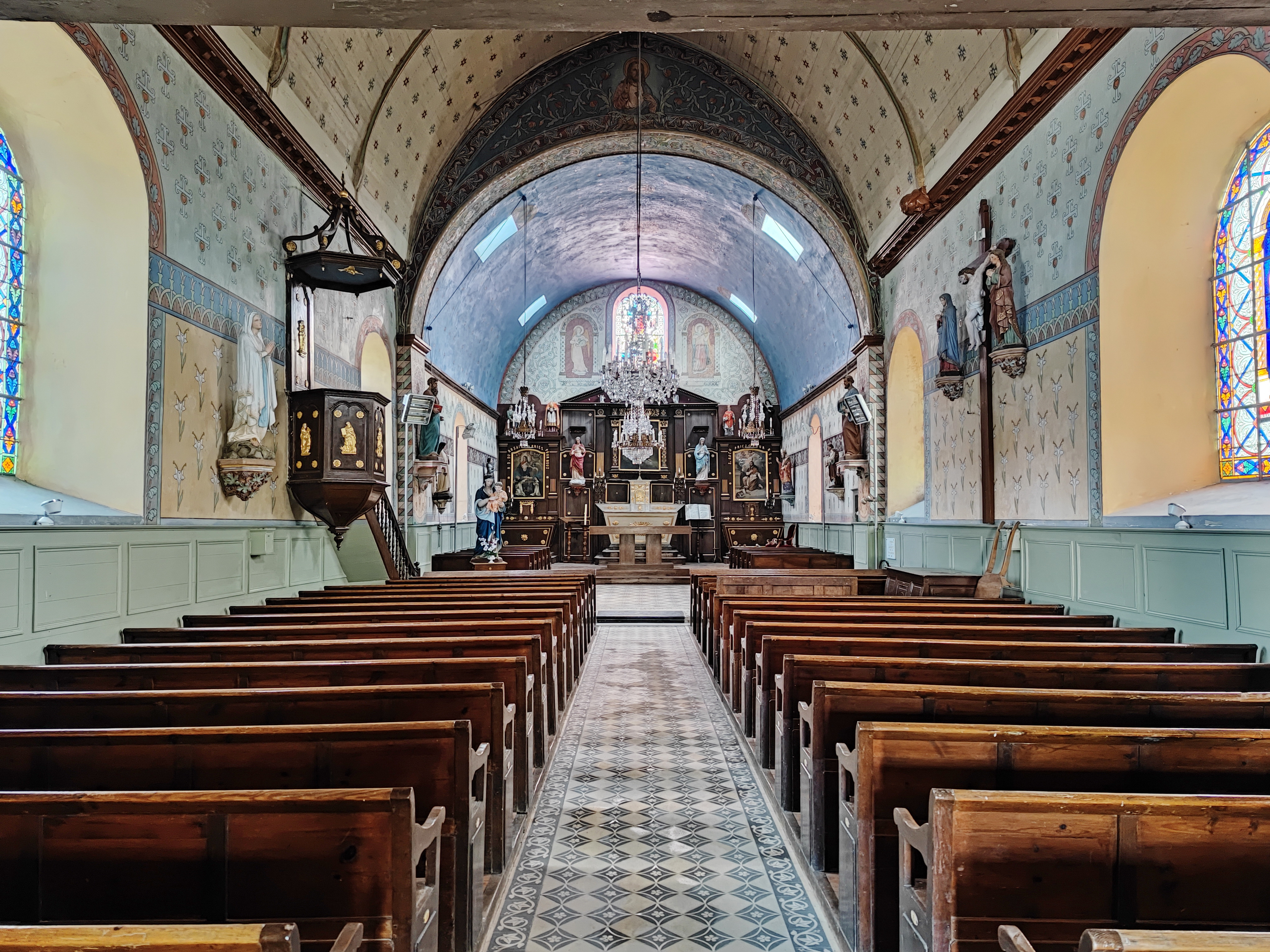
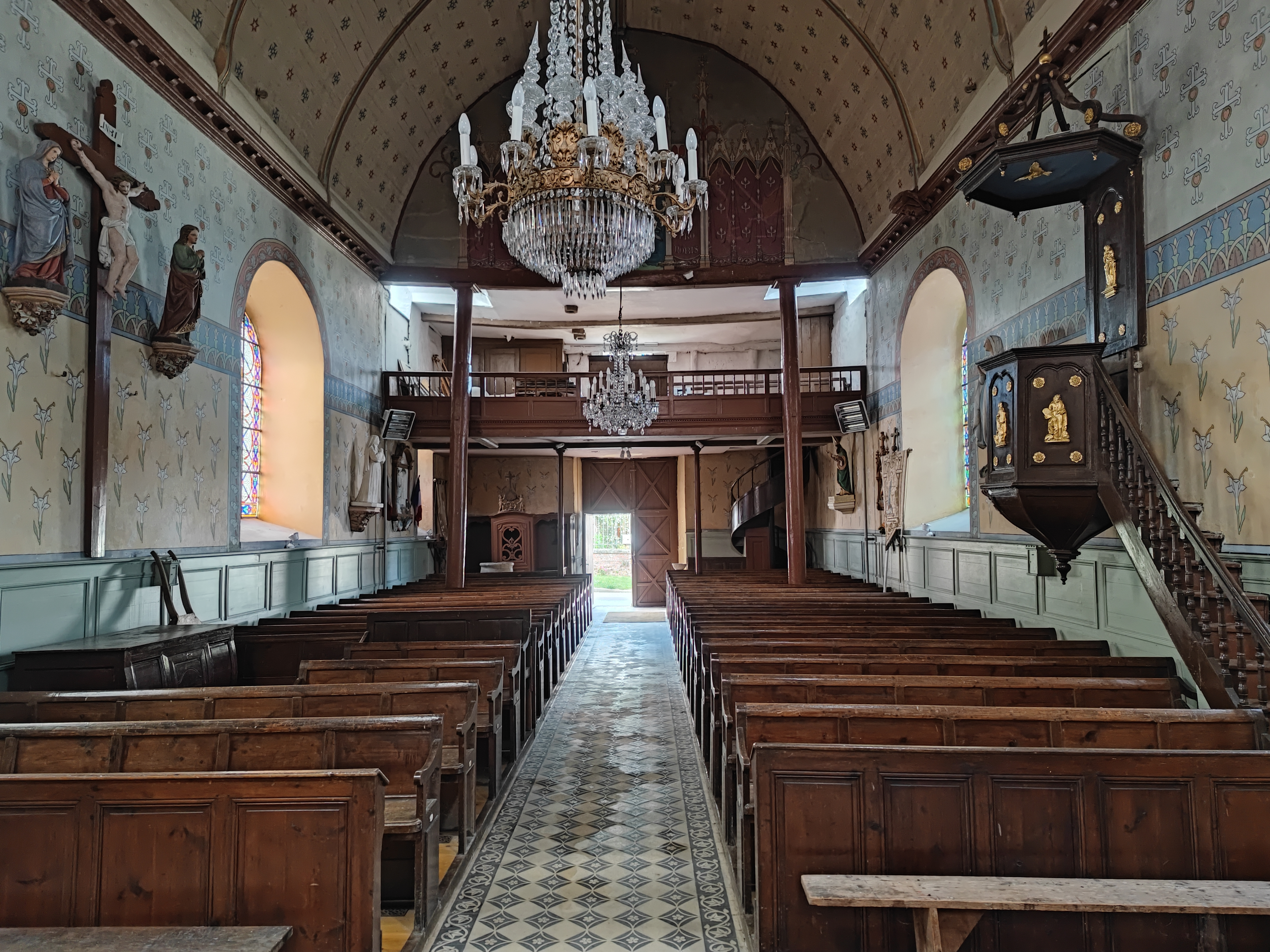
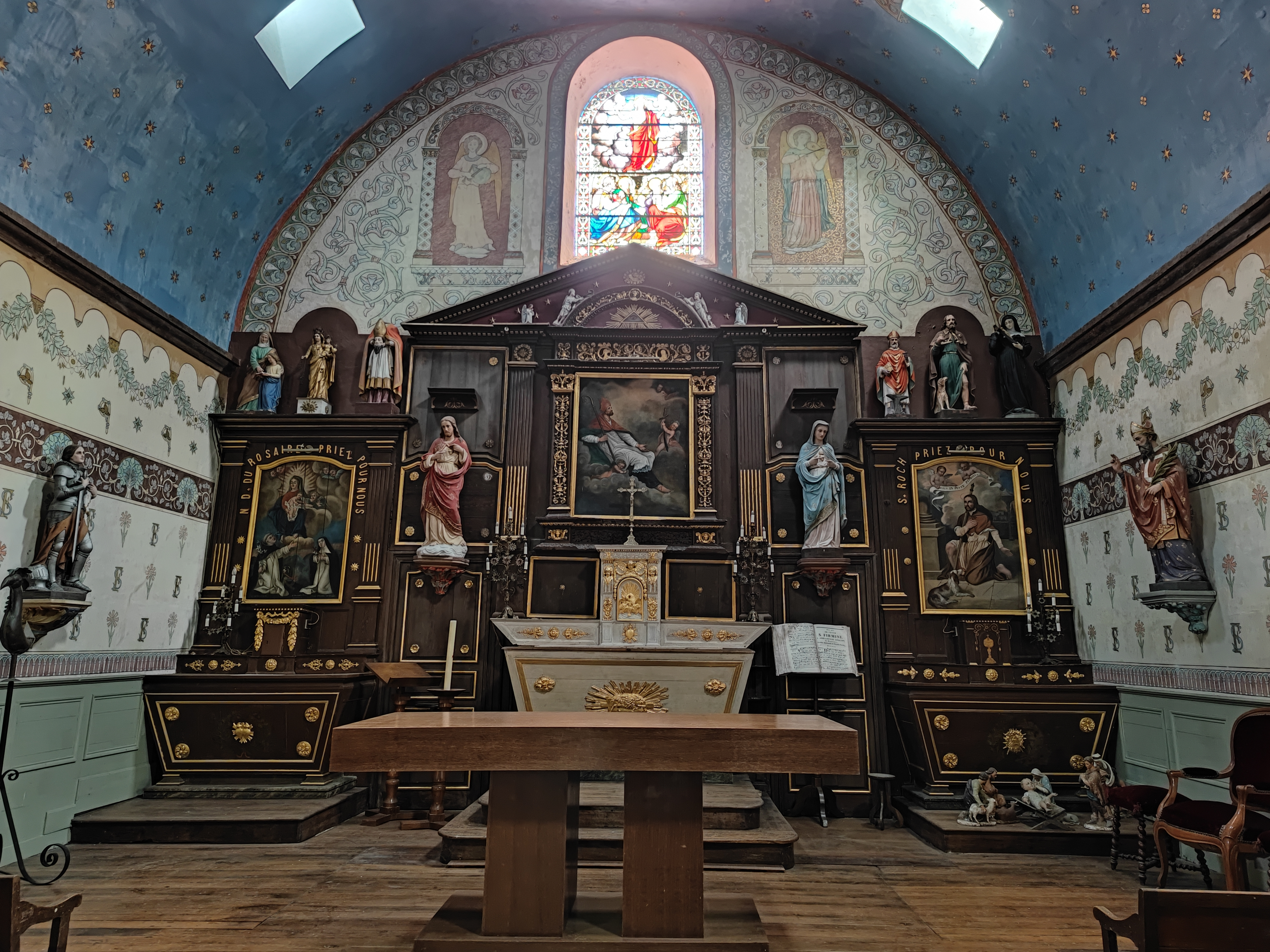
Les autels.
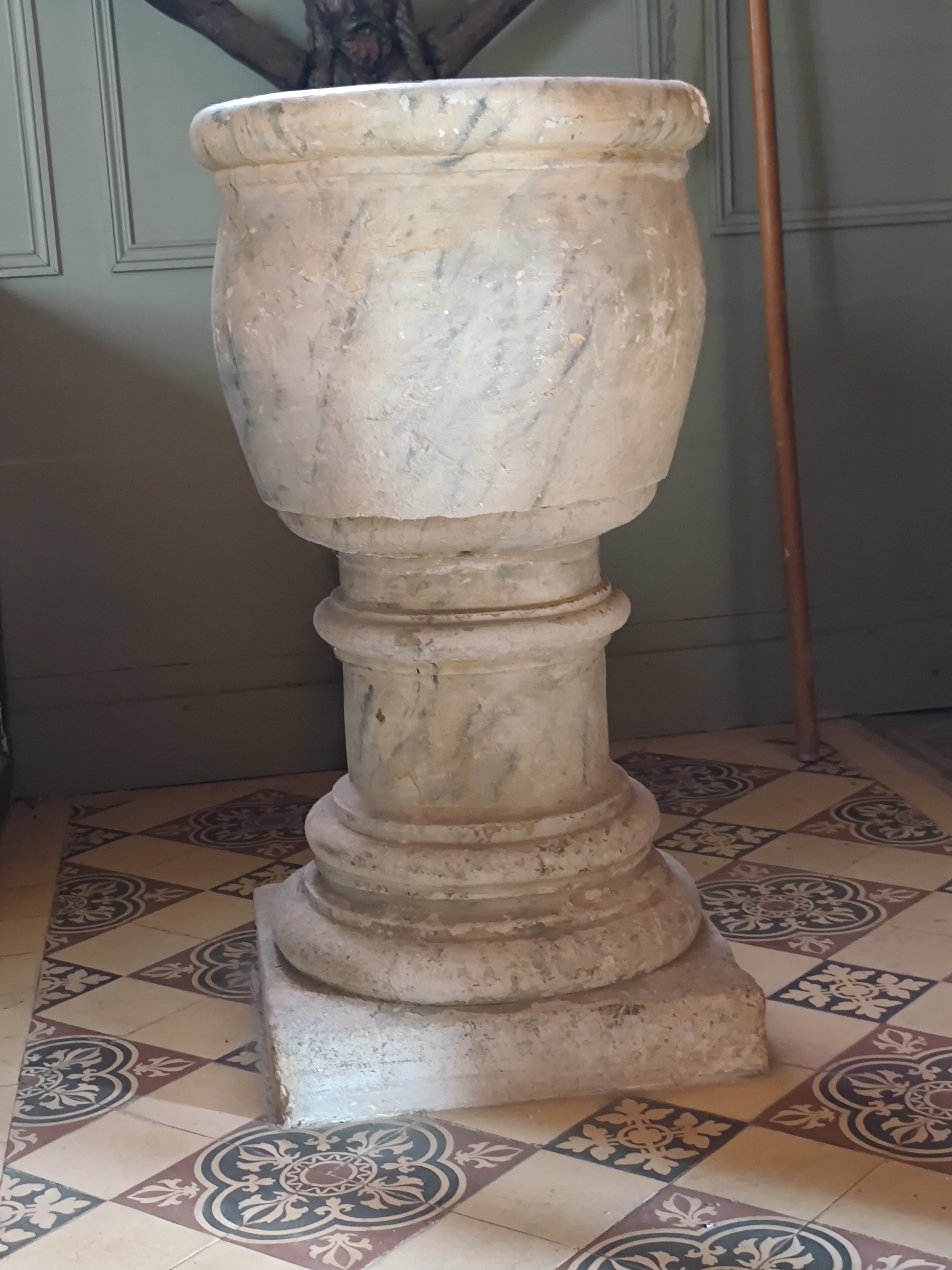
Fonts baptismaux
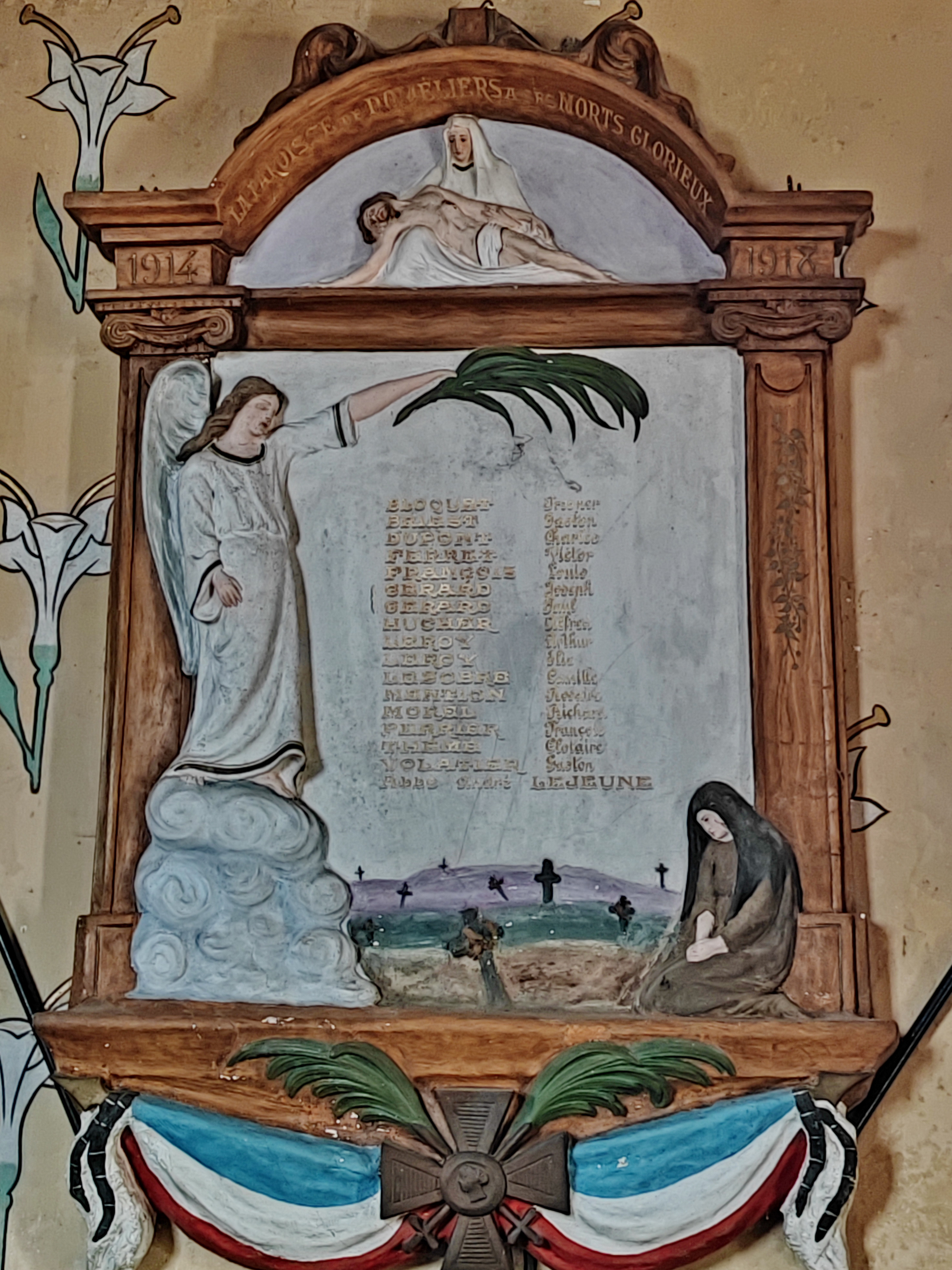
Monument auyx morts de la paroisse

- Trois puits anciens.
- Vieux calvaires.
- Arbre de la liberté, planté en 1989 pour le bicentenaire de la Révolution française

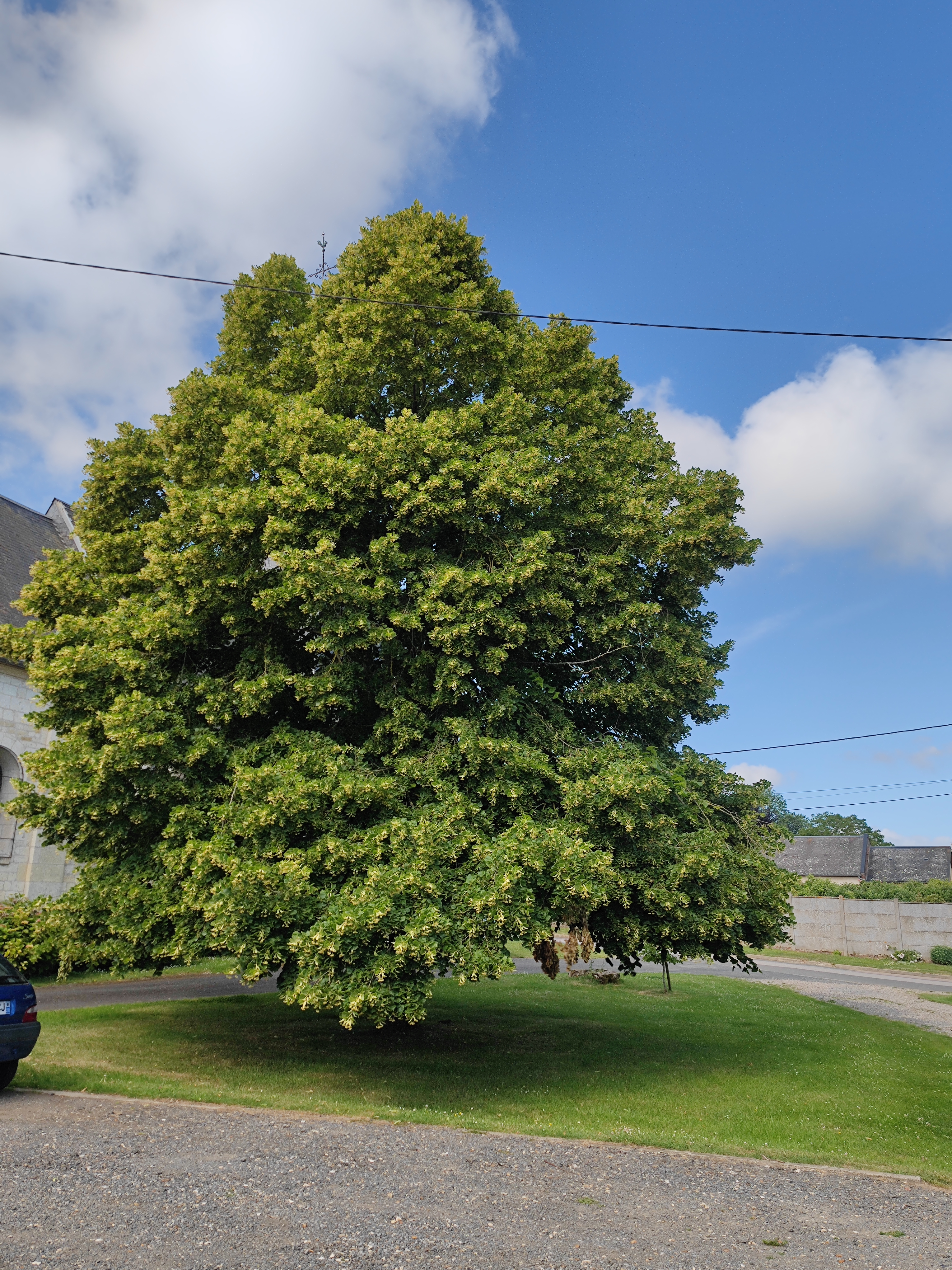
L'arbre de la liberté
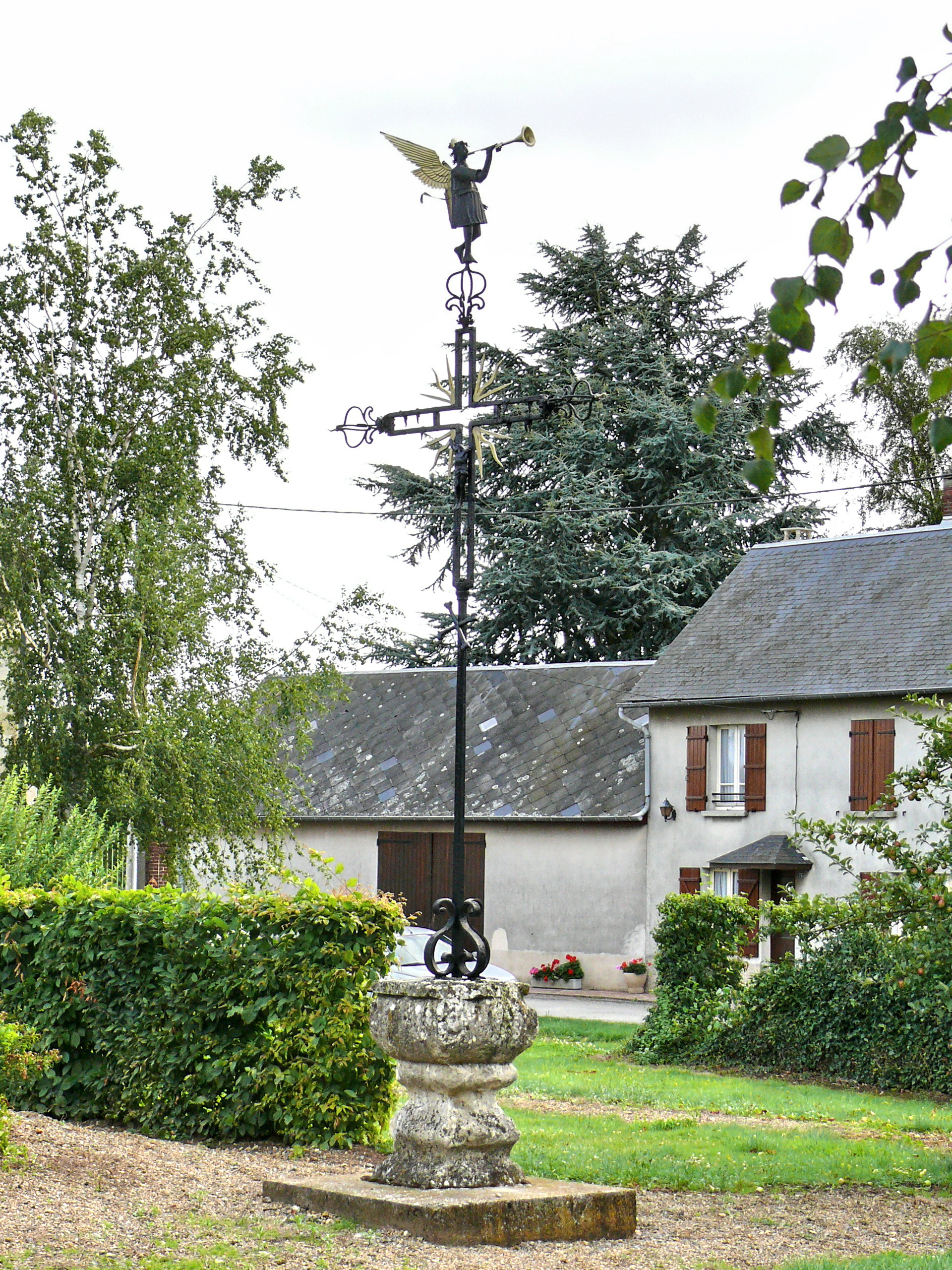
Calvaire surmonté d'un archange à la trompette, à côté de l'église.
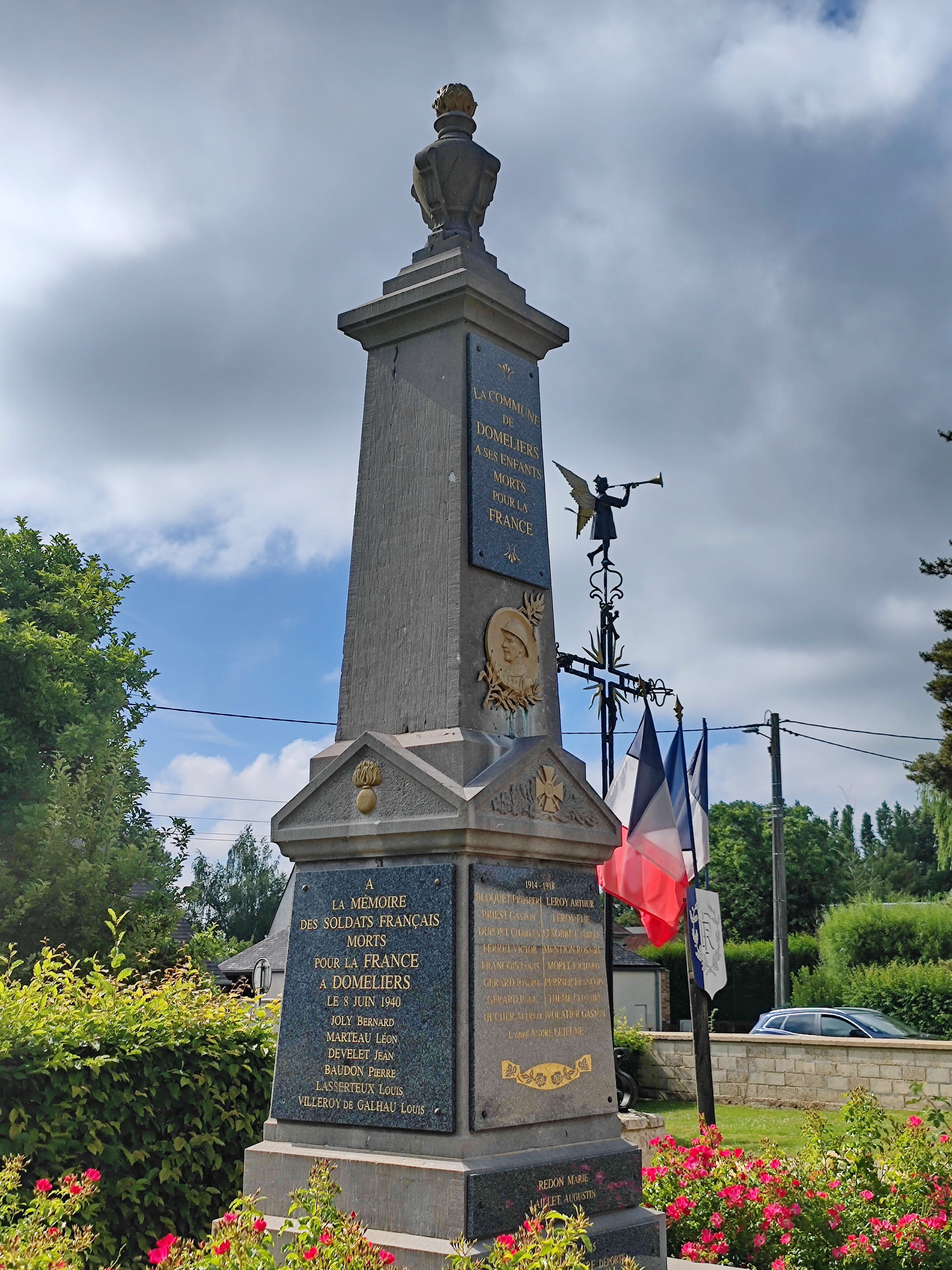
Monument aux morts.
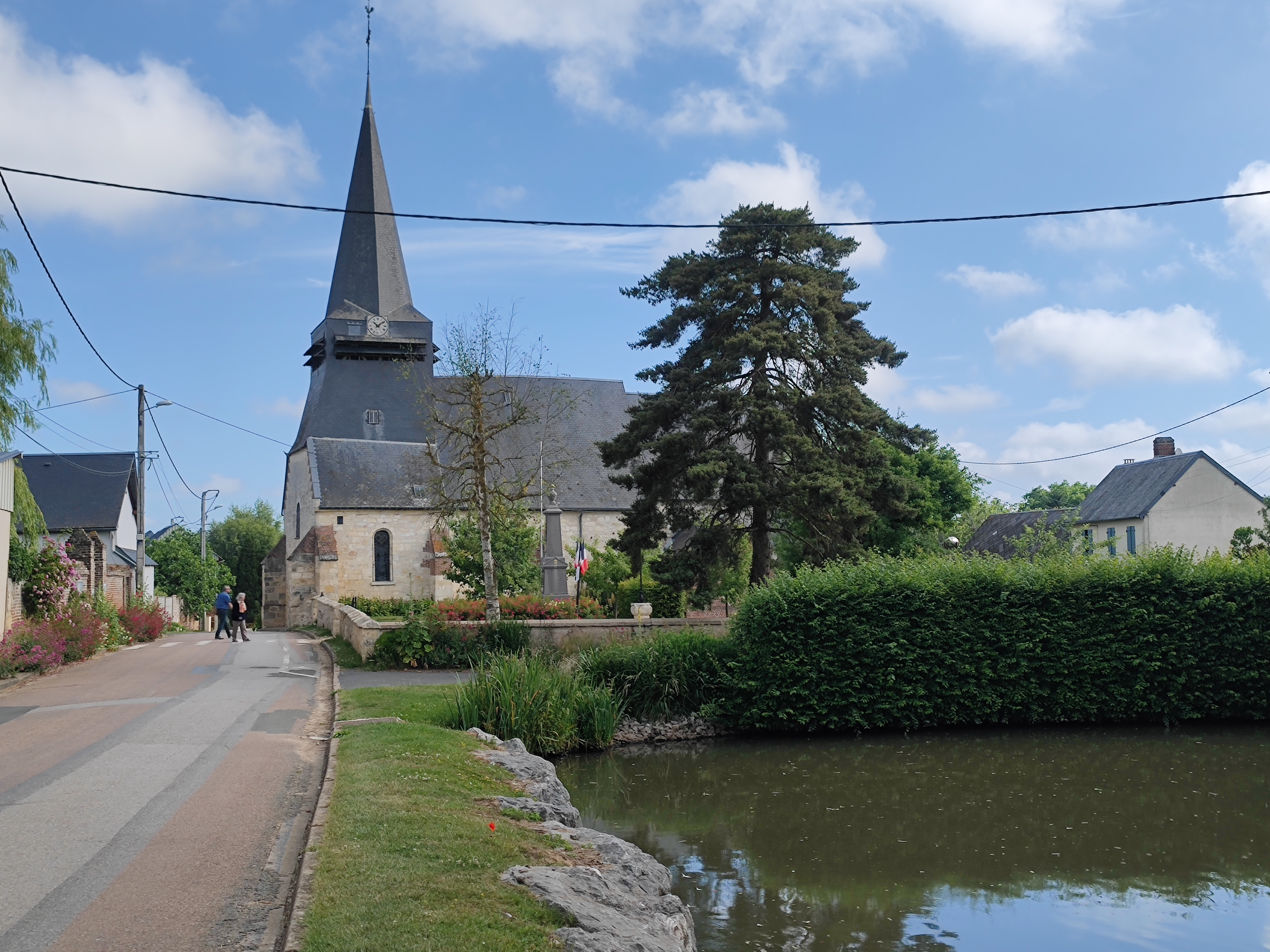
La mare et l'église
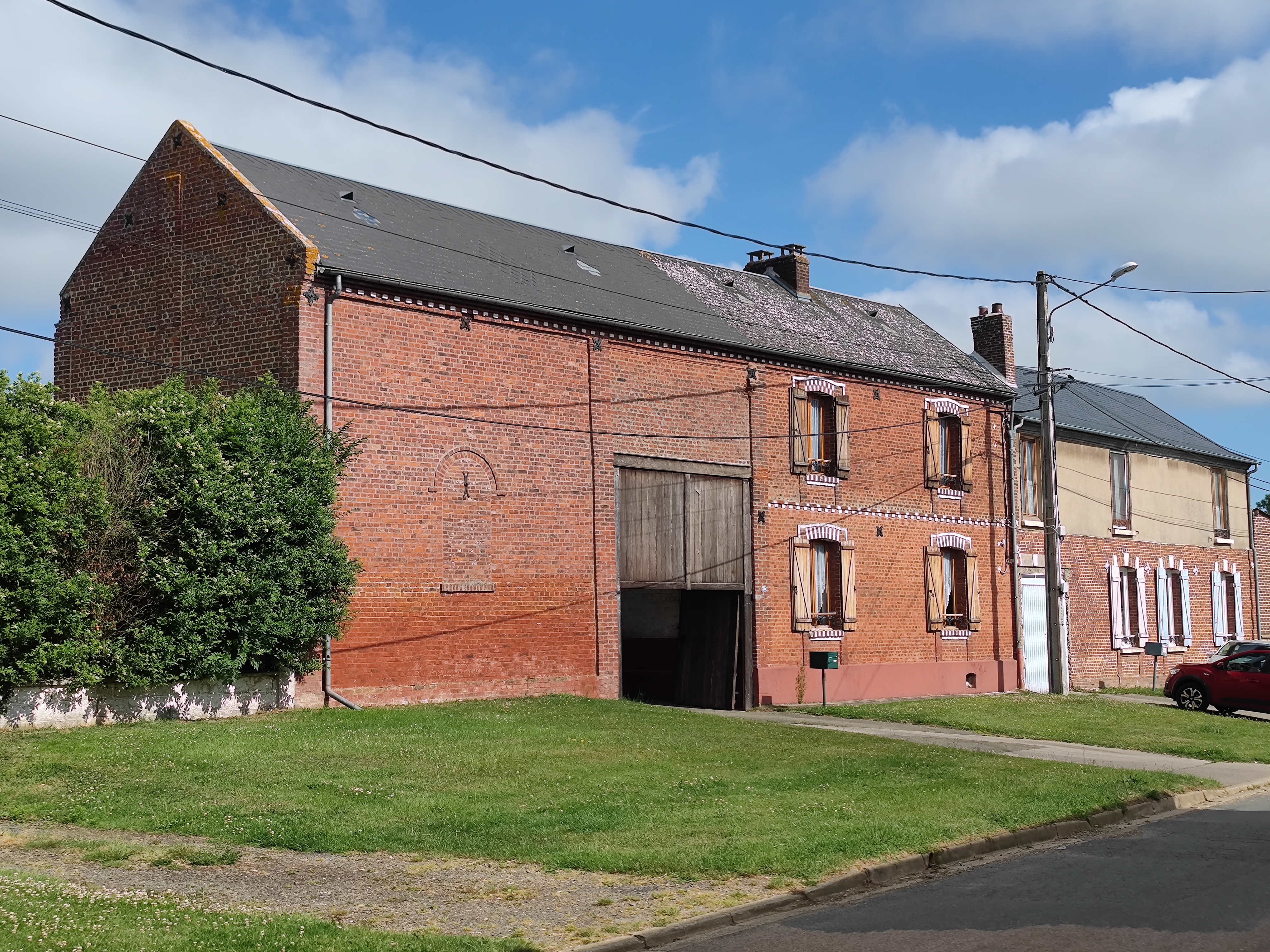
Ancienne ferme
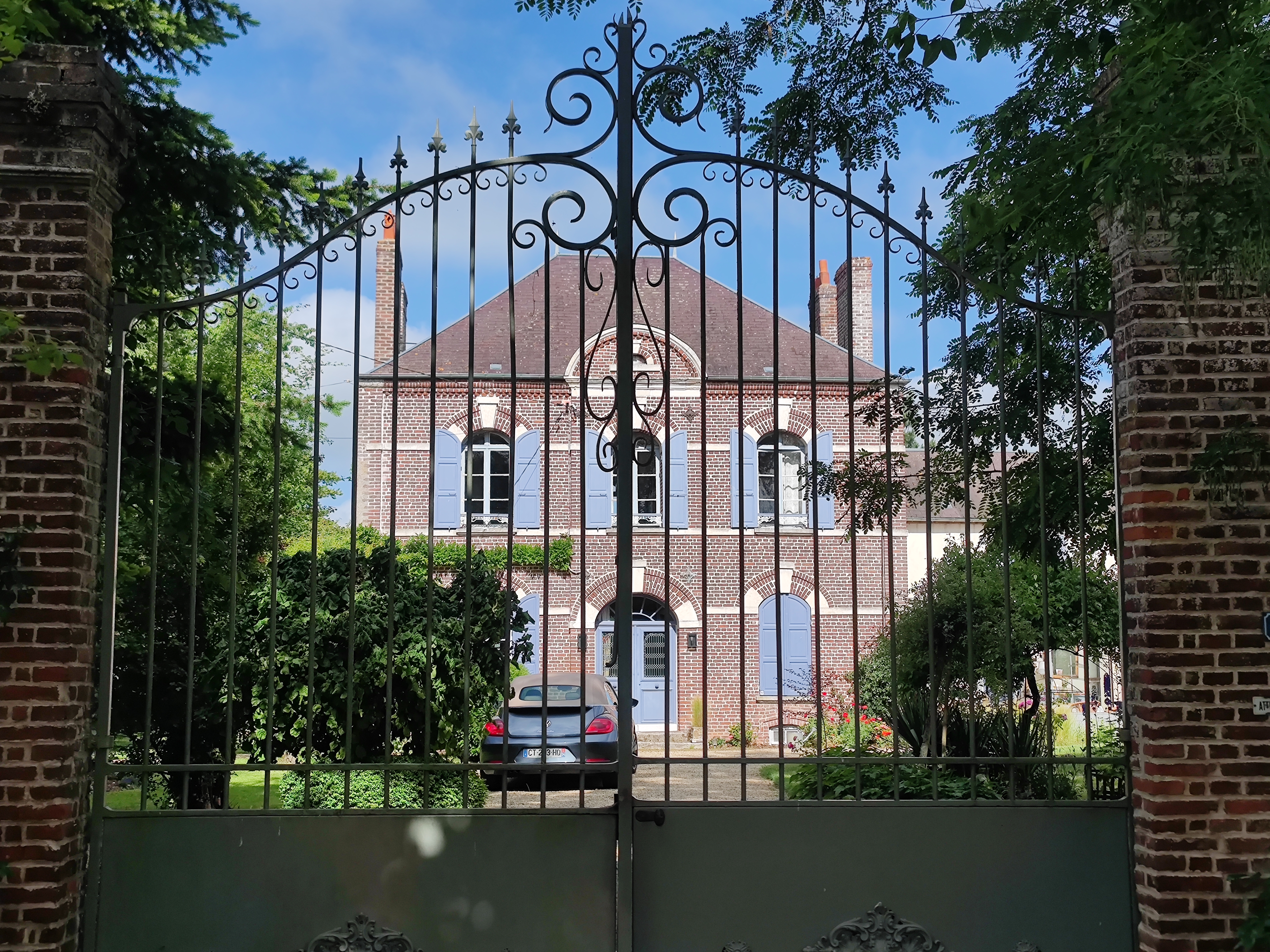
Maison de maître.
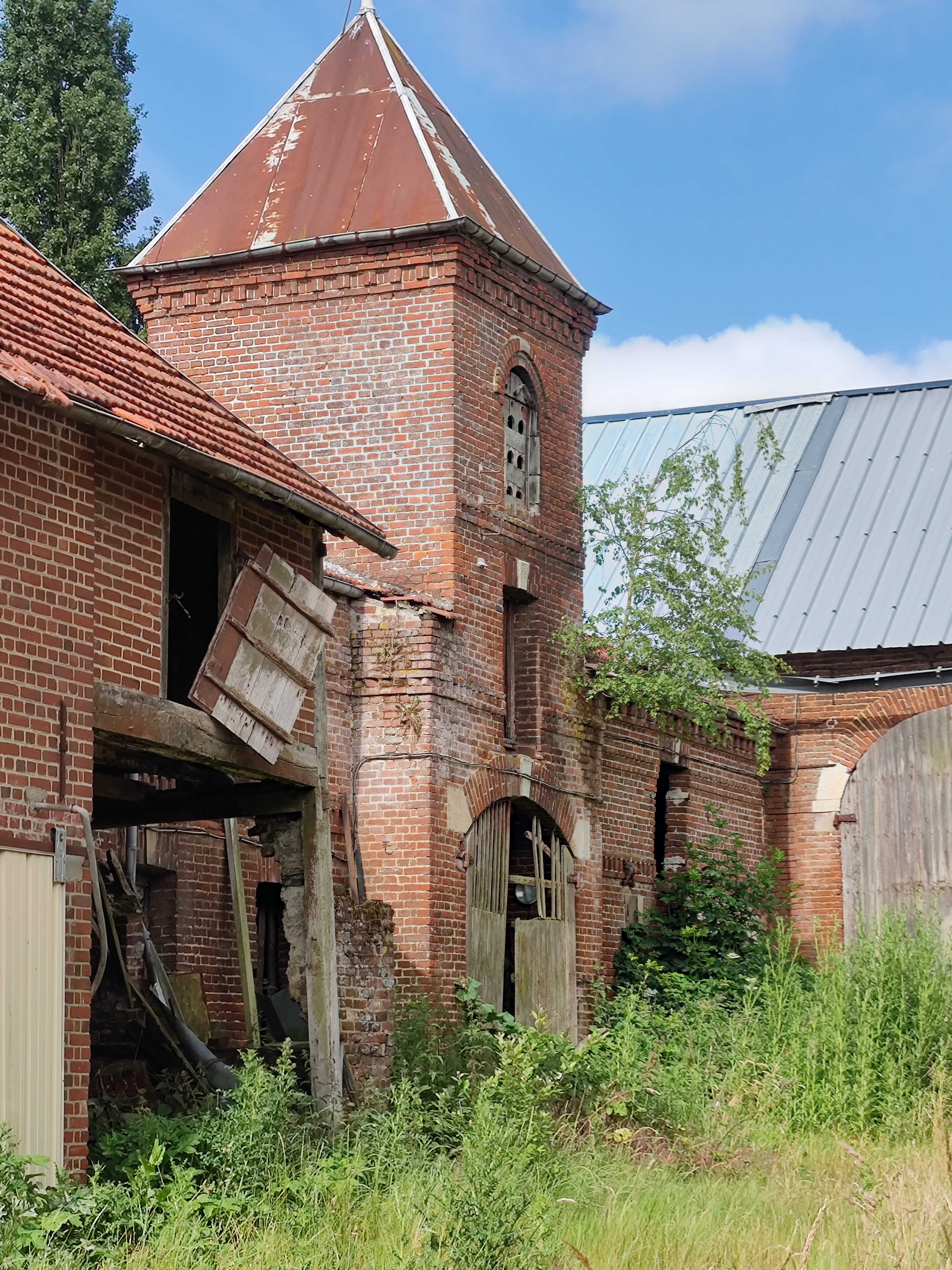
Ancien pigeonnier
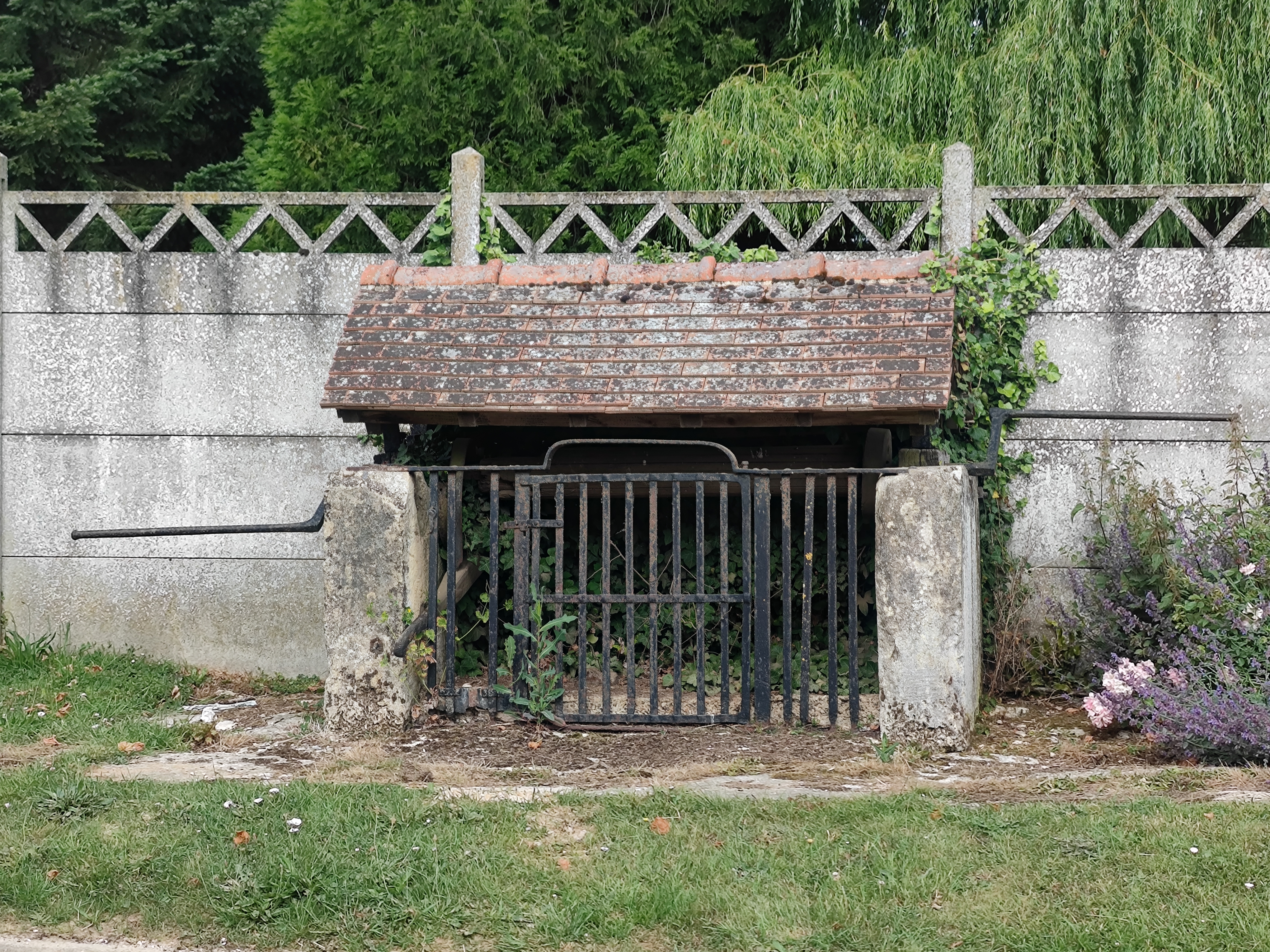
Ancien puits

### Personnalités liées à la commune
Le lieutenant Milton V. Shevchik, pilote de l'United States Air Force dont la forteresse volante a été abattue le 8 février 1944 au-dessus de Catheux, a atterri en parachute à Doméliers où, en dépit des risques, la population le cache jusqu'au lendemain, avant qu'il ne soit exfiltré en Angleterre par la Bretagne.